# Igreja de Santa Maria a Virgem (Wootton)

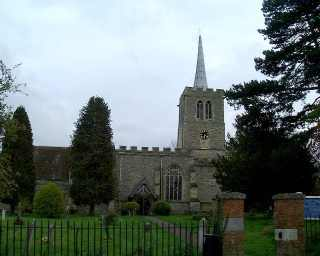
Igreja de Santa Maria a Virgem, Wootton

A Igreja de Santa Maria a Virgem é uma igreja listada como Grau I em Wootton, Bedfordshire, Inglaterra. Tornou-se um edifício listado no dia 13 de julho de 1964.
A igreja é membro da Aliança Evangélica.